# Wim Bergmans
Wim Bergmans (Amsterdam, 11 febbraio 1940 – Amsterdam, 16 febbraio 2018) è stato uno zoologo olandese.
Specialista di Chirotteri africani ed asiatici.
Ha identificato diverse specie di pipistrelli, in particolare Pteropodidi.
È stato direttore scientifico della IUCN in Olanda.